# Chinche de cama
En medicina familiar los chinches de cama (bedbugs en inglés) son un tipo de insecto que se alimenta de sangre humana, sus picaduras pueden provocar una serie de impactos en la salud, que incluyen erupciones cutáneas, efectos psicológicos y síntomas alérgicos.  Las picaduras de los chinches pueden provocar cambios en la piel que van desde áreas invisibles hasta pequeñas áreas de enrojecimiento y ampollas prominentes.  Los síntomas pueden tardar entre minutos y días en aparecer y por lo general también se presenta picazón. Algunas personas pueden sentirse cansadas o tener fiebre.  Es común que las áreas descubiertas del cuerpo sean las afectadas y, a menudo, se producen tres mordeduras seguidas. No se conoce de enfermedad infecciosa alguna que sea transmitida por las picaduras de chinches. En raras ocasiones, las complicaciones pueden incluir áreas de piel muerta o vasculitis.
Las picaduras de chinches son causadas principalmente por dos especies de insectos del tipo Cimex: Cimex lectularius (la chinche común) y Cimex hemipterus, principalmente en los trópicos. Su tamaño oscila entre 1 y 7 milímetros  Se propagan arrastrándose entre lugares cercanos o al ser transportados dentro de artículos personales.  La infestación rara vez se debe a la falta de higiene, pero es más común en áreas de alta densidad.  El diagnóstico implica tanto encontrar los chinches como la aparición de síntomas compatibles.  Los chinches pasan gran parte de su tiempo en lugares oscuros y ocultos, como las costuras de los colchones o las grietas en una pared.
El tratamiento se dirige hacia los síntomas. A menudo es difícil eliminar los chinches de la casa, en parte porque pueden sobrevivir hasta un año sin alimentarse.  Es posible que se requieran tratamientos repetidos de una casa.  Estos tratamientos pueden incluir calentar la habitación a 50 grados Celsius (122 °F) durante más de 90 minutos, pasar la aspiradora con frecuencia, lavar la ropa a altas temperaturas y el uso de diversos pesticidas.
Los chinches se encuentran en todas las regiones del mundo.  Las tasas de infestación son relativamente comunes, luego de un aumento desde la década de 1990. Las causas exactas de este aumento no están claras; muchas teorías incluyen un aumento en los viajes, un intercambio más frecuente de muebles de segunda mano, un mayor enfoque en el control de otras plagas y una mayor resistencia a los pesticidas. Los chinches se conocen como parásitos humanos desde hace miles de años.

## Detección

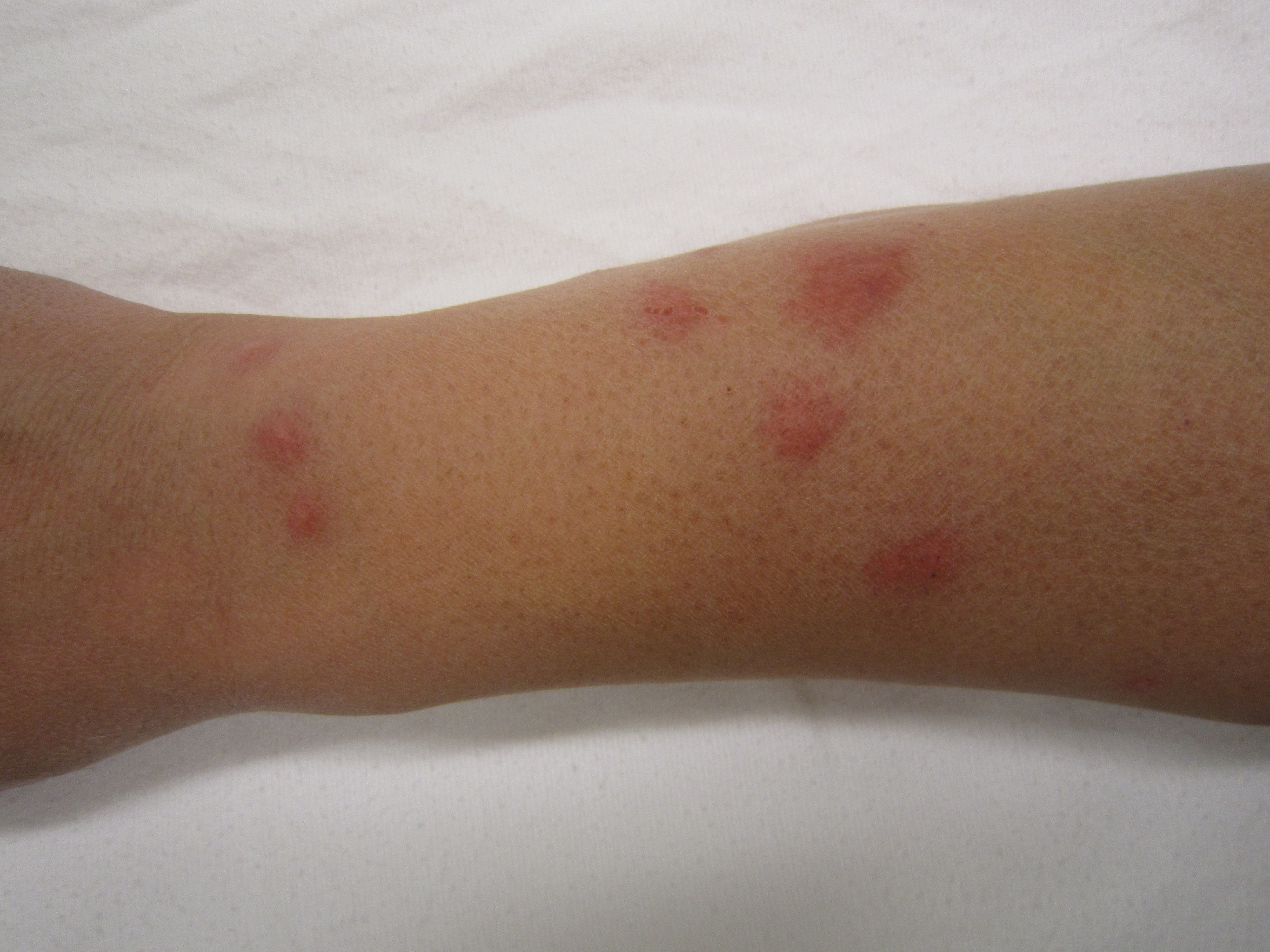
mordidas de chinche de cama.

Saber que los síntomas son causados por las picaduras de chinches y no por otras causas requiere buscar y encontrar el insecto en el entorno donde se duerme, ya que los síntomas no son específicos de las picaduras de chinches. Las picaduras de otros artrópodos, incluso el patrón lineal de picaduras conocido coloquialmente como "picaduras de desayuno, almuerzo y cena", causan síntomas similares. Las chinches pueden aparecer solas, pero tienden a congregarse una vez establecidas. Aunque son estrictamente parásitos, pasan sólo una pequeña fracción de sus vidas físicamente unidos a sus huéspedes. Una vez que una chinche termina de alimentarse, sigue un rastro químico para regresar a un refugio cercano, comúnmente dentro o cerca de camas o sofás, donde viven en grupos de adultos, juveniles y huevos. Estos lugares pueden incluir equipaje, interiores de vehículos, muebles, desorden junto a las camas, incluso dentro de enchufes eléctricos o computadoras portátiles. Las chinches también pueden alojarse cerca de animales que han anidado dentro de una vivienda, como murciélagos, pájaros o roedores. También pueden sobrevivir alimentándose de perros y gatos domésticos, aunque los humanos son el huésped preferido del Cimex lectularius. Una infestación grave de chinches se puede detectar por su característico olor dulce y penetrante, que se ha descrito como el de frambuesas podridas. Los perros detectores de chinches están entrenados para detectar infestaciones, con una posible tasa de precisión de entre el 11 % y el 83 %. 
Se han desarrollado detectores caseros. Los detectores de chinches, a menudo denominados "monitores", "trampas" o "interceptores", utilizan ácido láctico o dióxido de carbono asociado con la presencia de un cuerpo humano, o feromonas, para atraer y atrapar insectos en un recipiente. Si bien los detectores de chinches pueden confirmar una infestación, no atrapan a suficientes ejemplares para erradicar una plaga.

## Prevención
Para evitar traer chinches a casa desde fuera de casa, se recomienda tomar precauciones después de visitar un lugar infestado o viajar en medios de transporte que puedan estar infestados; Las precauciones incluyen revisar los zapatos al salir del lugar, cambiarse de ropa fuera de la casa antes de entrar y poner la ropa usada en una secadora de ropa fuera de la casa. Al visitar un nuevo alojamiento, se recomienda revisar la cama antes de llevar las maletas al área de dormir y colocar la maleta en un soporte elevado para que sea menos probable que entren las chinches. La ropa debe colgarse o dejarse en la maleta en lugar de dejarla en el suelo. Las medidas preventivas adicionales incluyen sellar las grietas y hendiduras (donde a menudo se esconden las chinches), inspeccionar los muebles y descontaminar la ropa y el equipaje al regresar a casa. El fundador de una empresa dedicada a la exterminación de chinches afirmó que el 5% de las habitaciones de hotel que reservaba estaban infestadas. Aconsejó a sus clientes que no se sentaran en el transporte público; que revisaran las sillas de oficina, los asientos de avión y los colchones del hotel; que monitorearan y aspirasen las camas en el hogar una vez al mes. Cierre de todas las aberturas o huecos de las paredes; Las chinches tienden a esconderse en lugares oscuros, como grietas en las paredes. Los muebles de segunda mano pueden albergar a las chinches.

## Gestión de plagas
Existen algunas técnicas para controlar las chinches. Evitar las picaduras repetidas puede resultar difícil, ya que normalmente requiere erradicar las chinches de la casa o del lugar de trabajo; la erradicación es más eficaz utilizando métodos de control no químicos. Los métodos de control no químicos incluyen aspirar alfombras y muebles (a menudo raspando) en una bolsa desechable que luego se sella en una bolsa de plástico para evitar una nueva infestación. Otros métodos incluyen retirar los materiales textiles de un área y lavarlos en agua caliente (al menos 60 grados Celsius) o congelarlos a -20 °C (-4 °F). La mayoría de los congeladores de consumo son inadecuados para matar las chinches porque no pueden crear temperaturas suficientemente bajas. Los textiles que no se pueden quitar, como los colchones, se pueden vaporizar a al menos 60 °C (140 °F) y este método puede penetrar profundamente en el tejido para matar eficazmente las chinches en, potencialmente, menos de un minuto. 
Se pueden usar tiendas o cámaras de calefacción para materiales infestados o se pueden calentar habitaciones enteras a al menos 55 °C (131 °F) para erradicar eficazmente la infestación. No hay evidencia que indique que una combinación de métodos no químicos más insecticidas sea más efectiva que los métodos no químicos solos con respecto a la erradicación de las infestaciones de chinches. Los insecticidas son en su mayoría ineficaces para la erradicación de las infestaciones de chinches, ya que la mayoría de las chinches son resistentes a los insecticidas, incluidos los piretroides, que se encuentran en aproximadamente el 90% de los insecticidas de calidad comercial. Además, los nebulizadores de insectos (conocidos como "bombas para insectos") son ineficaces en la erradicación de la infestación de chinches ya que no pueden penetrar sus refugios. La resistencia a los pesticidas ha aumentado significativamente con el tiempo y existen preocupaciones sobre los daños a la salud causados por su uso.Una vez establecidas, las chinches son extremadamente difíciles de eliminar, especialmente en edificios con varias viviendas, ya que pueden estar presentes en otras partes del edificio además de la vivienda que se está tratando, y pueden restablecer sus poblaciones al pasar de áreas infestadas a áreas descontaminadas. Los métodos mecánicos, como aspirar los insectos y tratar térmicamente o envolver los colchones, son eficaces.

Una hora a una temperatura de 45 °C (113 °F) o más, o dos horas a menos de −17 °C (1 °F) los mata. Esto puede incluir una secadora de ropa doméstica para telas o una vaporera comercial. Las chinches y sus huevos morirán al contacto cuando se exponen a temperaturas superficiales superiores a 180 °F (82 °C) y una vaporera puede alcanzar muy por encima de 230 °F (110 °C).Un estudio encontró tasas de mortalidad del 100 % para las chinches expuestas a temperaturas superiores a 50 °C (122 °F) durante más de 2 minutos. El estudio recomendó mantener temperaturas superiores a 48 °C (118 °F) durante más de 20 minutos para matar eficazmente todas las etapas de la vida de las chinches, y porque en la práctica se utilizan tiempos de tratamiento de 6 a 8 horas para tener en cuenta las grietas y el desorden interior. Este método es caro y ha provocado incendios. Hacer morir de hambre a las chinches no es eficaz, ya que pueden sobrevivir sin comer durante 135 a 300 días, dependiendo de la temperatura. En 2012 se afirmó que no se disponía de insecticidas verdaderamente eficaces. Los insecticidas que históricamente han resultado eficaces incluyen piretroides, diclorvos y malatión.
La resistencia a los pesticidas ha aumentado significativamente en las últimas décadas. El insecticida carbamato propoxur es altamente tóxico para las chinches, pero tiene una toxicidad potencial para los niños expuestos a él, y la Agencia de Protección Ambiental de Estados Unidos (EPA) se ha mostrado reacia a aprobar su uso en interiores.El ácido bórico, que se aplica ocasionalmente como insecticida seguro en interiores, no es eficaz contra las chinches porque estas no se acicalan.La tierra de diatomeas en particular ha experimentado un resurgimiento como pesticida residual no tóxico para la eliminación de las chinches; aunque la tierra de diatomeas funciona bien, el gel de sílice también puede ser eficaz contra las chinches. La diatomita sirve como pesticida natural no venenoso, cabe recordar que la ingestión de partículas de sílice causa lesiones en el aparato digestivo.